# Turopolje
Turopolje ist eine Region in Mittelkroatien.

## Geografie
Das Turopolje erstreckt sich im Bereich des Städtedreiecks von Zagreb (Hauptstadt Kroatiens), der Industriestadt Sisak und der Kulturstadt Karlovac. Im Norden wird die Ebene vom Strom der Save begrenzt, im Süden von deren Nebenfluss Kupa.
Offizieller Hauptort des Turopolje ist Velika Gorica. Die Landschaft liegt in den Gespanschaften Zagreb und Sisak-Moslavina, und südlich an der Grenze zur Banovina. Die Vukomerička gora – das Hügelland von Vukomerić – ist eine kleine Subregion des Turopolje, in der auch ein wichtiges Weinanbaugebiet dieses Landesteiles liegt.

## Sehenswürdigkeiten, Regionales und Bräuche
Sehenswürdigkeiten der Region bilden vor allem die alten, aus Holz gebauten Bauernhäuser (Čardak). Auch bei Anglern ist die Gegend sehr beliebt. Vor allem der kajkavische (kajkavski) Dialekt, der sich wiederum von Dorf zu Dorf unterscheidet, bildet ein sehr typisches Merkmal dieser Region. Beliebt sind auch die typischen traditionellen Trachten von Turopolje.

## Spezialitäten Turopoljes
Die Turopolsche Küche bietet eine Reihe an regionalen Spezialitäten.
Beliebt sind unter anderem die Suppen, wie beispielsweise Pažul, eine deftige Bohnensuppe, oder der deftige Gemüseeintopf Čušpajz mit Fleisch. Hinzu kommen das Odojak oder Odojek genannte Spanferkel und die pikante Knoblauchwurst Češnovka. Ebenso bekannt sind der aus Schweinefett hergestellte „Knabbersnack“ Čvarci und Sir od dima, ein selbstgemachter Weichkäse, der auch getrocknet als Hartkäse verzehrt wird. Dieser kann zum strudelähnlichen, jedoch mit Käse gefüllten Gibanica nicht verarbeitet werden, der den als Fajnki bezeichneten gefüllten Käseteigtaschen ähnelt. Als Beilage zum Fleisch werden die Teigfetzen Mlinci oder Maismehlknödel (Žganci) gereicht. Außerdem kommen noch Domaća šunka, ein getrockneter Schinken und der Speck Domaći špek hinzu.
Bekannte Getränke sind der domaća rakija genannte Schnaps (meist Sliwowitz, jedoch auch aus anderem Obst) und der Wein domaće vino, dessen Anbaugebiet sich vor allem in der Subregion der „Vukomerička gora“ befindet.

## Turopolje-Schwein
Bekannt ist Turopolje auch für eine Schweinerasse, das Turopolje-Schwein. Diese Schweinerasse ist heute vom Aussterben bedroht, obwohl sich viele Enthusiasten, vor allem in Österreich, für die Erhaltung der Rasse einsetzen. Die Schweine sind an die ganzjährige Weidehaltung angepasst und gelten als Selbstversorger, auch in der kalten Jahreszeit. 1994 wurden die letzten sechs Tiere dieser Rasse aus den Kriegswirren in Jugoslawien gerettet. Von ihnen stammen die wenigen Nachkommen ab, die derzeit noch gehalten werden. Zu sehen sind einige Exemplare z. B. im Tierpark Arche Warder, der sich auf die Erhaltung aussterbender Haustierrassen spezialisiert hat.